# Азраїл: Світ тиші (фільм)
«Азраїл: Світ тиші» — американський фільм жахів з елементами бойовика. Режисером картини став І. Л. Кац, а в якості сценариста виступив Саймон Барретт. Головні ролі в фільмі виконали Самара Вівінг, Вік Кармен Сонне, Петер Крістофферсен, Катаріна Унт та Нейтан Стюарт-Джарретт. Прем'єра стрічки відбулася на фестивалі «З півдня на південний захід» 9 березня 2024 року. В Україні прем'єра запланована на листопад 2024 року.
Цікавий факт, що у фільмі практично відсутні діалоги. Це зумовлено саме сюжетом стрічки. Ще впродовж фільму відбуваються посилання на релігійні твори, пояснюючи в деяких моментах задум режисера.

## Сюжет
Минуло багато років після апокаліпсису. Ті, хто вижили, тепер змушені співіснувати з обгорілими істотами, яких приваблює людська кров і плоть.
Азраїл та Кенан — закохані, яким вдалося втекти з табору лісового культу. Представники цієї общини вирізають усім своїм членам голосові зв'язки, так як важають, що спілкування — це гріх. Всі вони вірять, що скоро відбудеться друге пришестя Спасителя.
Азраїл разом з Кенаном намагаються знайти притулок в лісі, але їх доволі швидко відслідковують представники культу. Навіть спроба втекти по одинці не рятує закоханих. Їх поміщають в багажники різних автомобілей та везуть в невідомому напрямку. Всі спроби Азраїл вибратися з пастки залишаються марними. Зрештою лідерка общини Жозефіна привозить втікачку на ритуальне місце, де вони регулярно приносять когось в жерту істотам. Вона ріже ногу прив'язаній Азраїл, щоб привабити цим самим обгорілих створінь. Проте дівчина намагається звільнитися, що помічає молодий член культу. Втім, його спроба затримати Азраїл, доки істота не накинеться на неї, закінчується його ж смертю. А поки інші представники общини відвернулися від місця жертвоприношення, дівчина якомога швидше тікає в гущину лісу.
Зупинившись біля річки, Азраїл обробляє свою рану. Цим самим вона рятує себе від іншої істоти, яка непомітно підкралася до неї та втративши запах крові пішла геть. Після цього дівчина збирається повернутися до своїх кривдників, щоб спробувати звільнити Кенана…

## У ролях
| Актор                | Роль     |
| -------------------- | -------- |
| Самара Вівінг        | Азраїл   |
| Вік Кармен Сонне     | Міріам   |
| Нейтан Стюарт-Джарет | Кенан    |
| Катаріна Унт         | Жозефіна |
| Петер Крістофферсен  | Деміан   |
| Ееро Мілонофф        | Лютер    |

## Критика
Більшість відгуків від користувачів Rotten Tomatoes виявилися позитивними. При цьому середня оцінка склала 6.3/10. В свою чергу Metacritic оцінив фільм на 52 зі 100 на основі 9-ти відгуків від критиків.